# Missoumé
Missoumé est un village baka du Cameroun situé dans la région de l’Est et le département du Haut-Nyong, à une quinzaine de kilomètres au sud d'Abong-Mbang.

## Administration
À l'origine il s'agissait d'un « campement » – terme jugé péjoratif par les Baka qui y voient une autre forme de discrimination – de pygmées baka. Sous la pression des ONG actives dans la région, il a obtenu le statut de village.
La loi sur la création des chefferies traditionnelles au Cameroun ayant été suspendue en 2001, une chefferie de 3e degré n'y a pas été installée et le chef de Missoumé n'est pas reconnu comme tel par l'Administration camerounaise.
La communauté est donc rattachée à celle de Mandouma, distante de 8 km et peuplée de Bantous du groupe Maka, et dispose de peu d'infrastructures propres. Le centre de santé se trouve à 3 Kilomètres dans le village de Kwoamb, celui de la léproserie créée en 1934. Elle est cependant dotée d'une école d'éducation de base, à cycle incomplet.

## Population
Missoumé compte environ 350 habitants.
Sur le plan social, le mode de vie des pygmées baka s'améliore. Devenus sédentaires, ils doivent aussi modifier leurs pratiques économiques pour trouver des activités génératrices de revenus. Ils sont souvent exploités par leurs employeurs, l'administration ne les recrute pas.
Dans la région les Baka pratiquent pour la plupart la chasse, la cueillette et la pêche, mais l'activité principale qui leur permet de gagner de l'argent est l'agriculture.
À Missoumé, où un groupement d'intérêt commun (GIC) est très actif, les Baka cultivent le maïs, la banane plantain, et l'arachide dans un champ communautaire, mais ils ont aussi leurs propres plantations.